# St. Aldegundis (Emmerich)

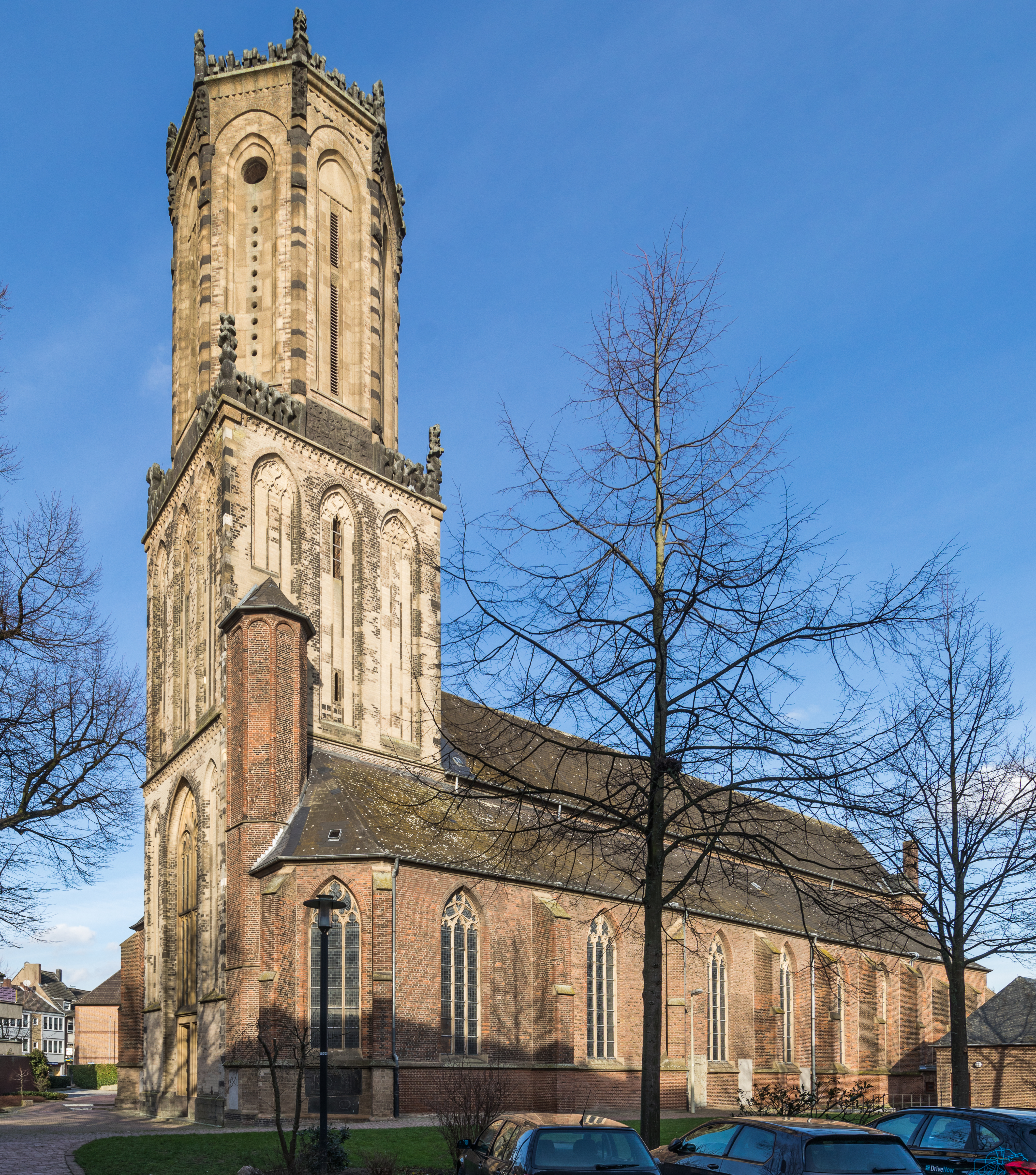
Pfarrkirche St. Aldegundis

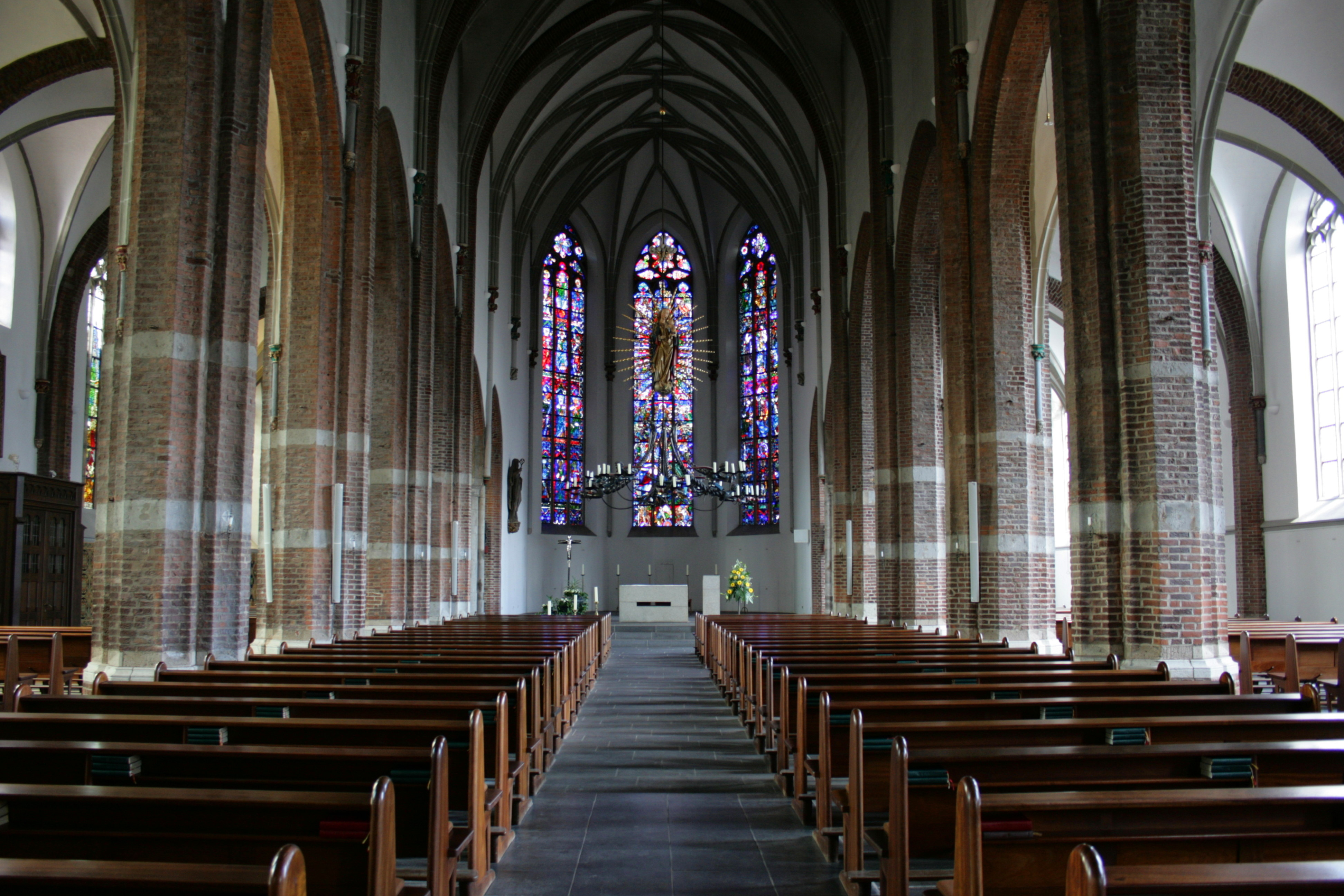
Blick auf den Chor

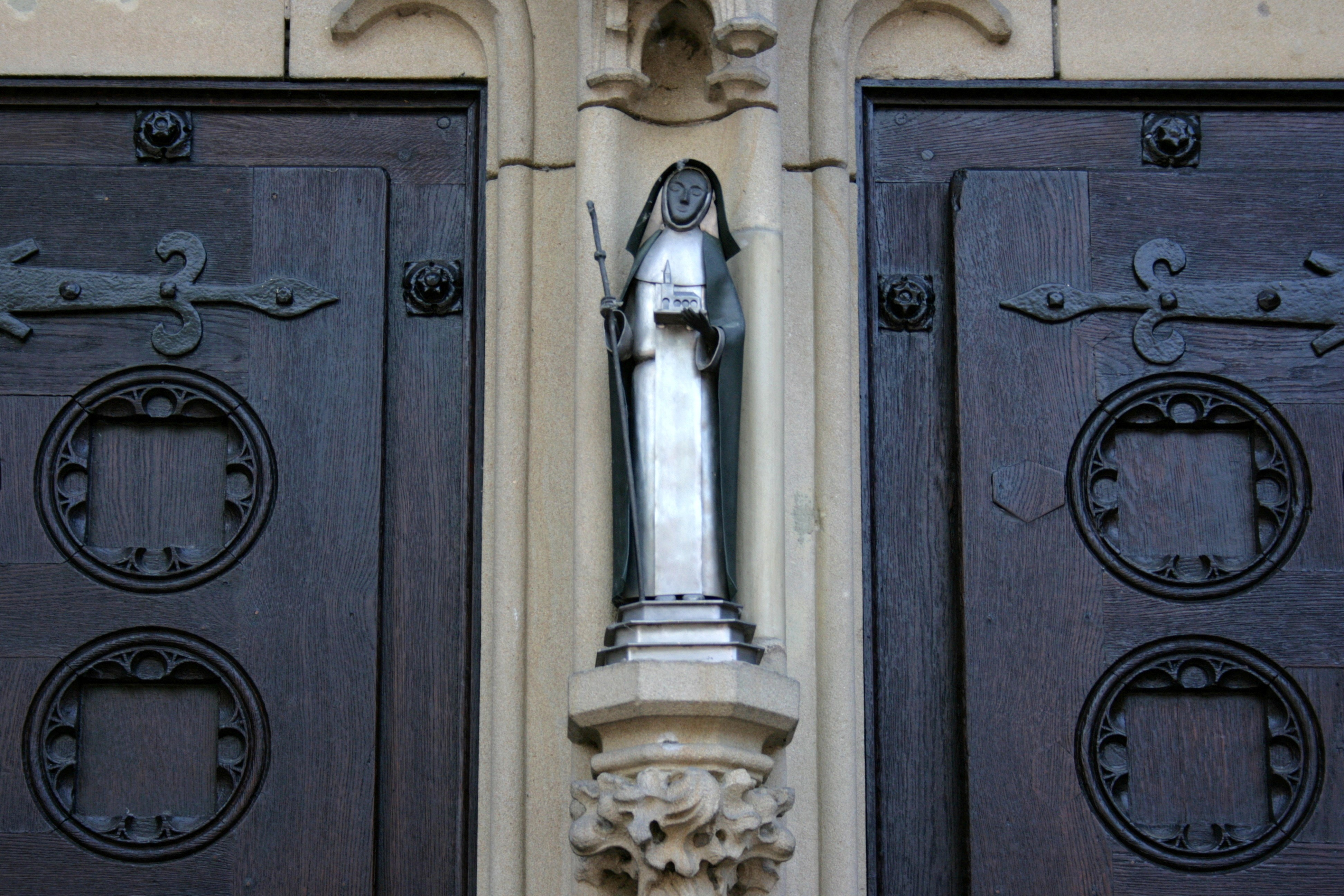
Statue der Hl. Aldegundis

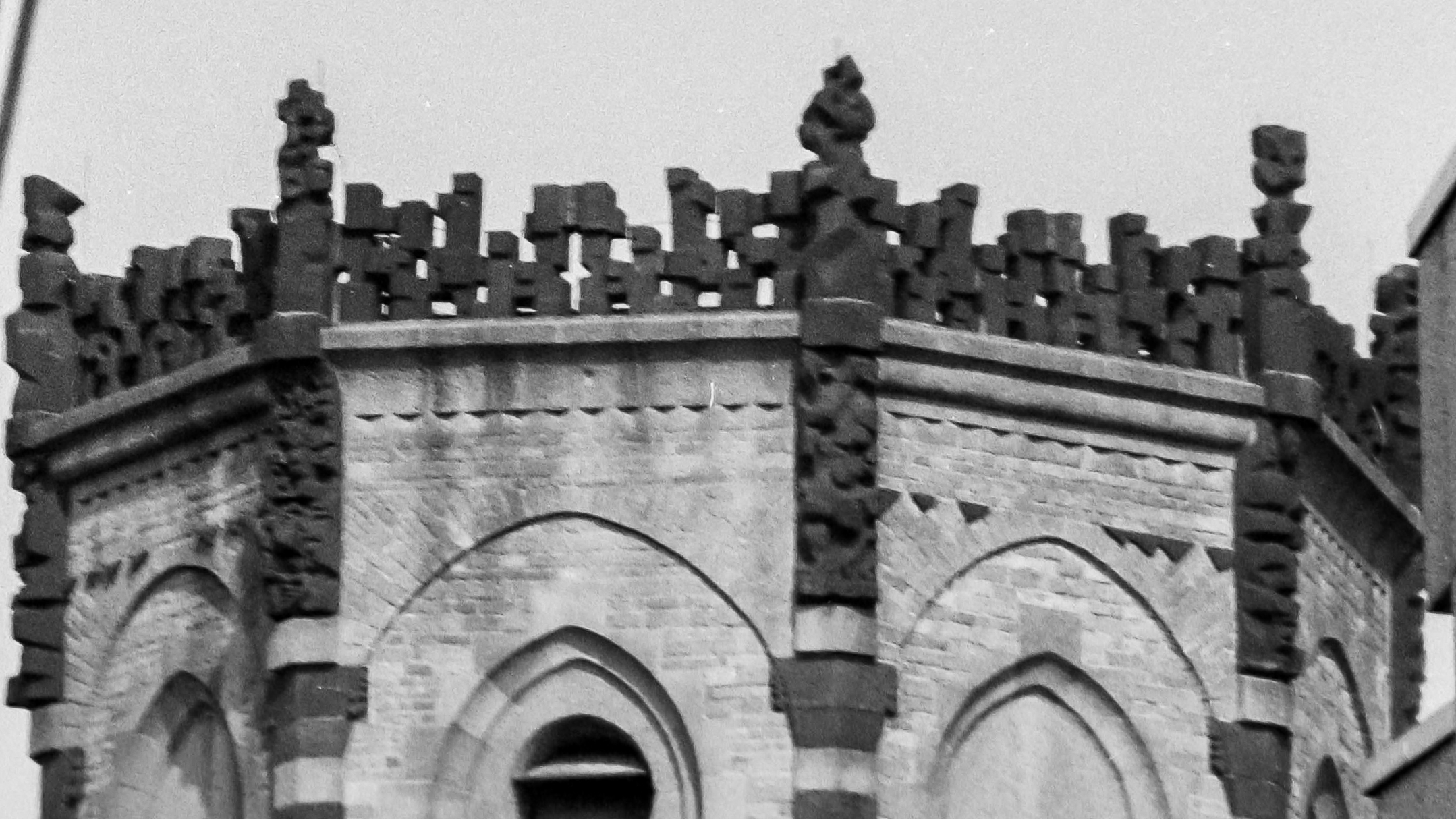
Fialen auf dem Turm der Aldegundskirche. Bildhauer: Waldemar Kuhn

Die katholische Pfarrkirche St. Aldegundis ist ein denkmalgeschütztes Kirchengebäude in Emmerich, einer Stadt im Kreis Kleve (Nordrhein-Westfalen).

## Geschichte und Architektur
Die erste Kirche an dieser Stelle wurde um 700 unter dem Patrozinium des hl. Martin errichtet. Sie war seit 914 mit einem Kollegiatstift verbunden. Der Wechsel des Patronates, die Kirche wurde der hl. Aldegundis geweiht, erfolgte mit dem Wegzug des Martinstiftes und der Errichtung seiner eigenen Kirche, dem die Pfarrkirche bis 1439 inkorporiert war.
Von 1449 bis 1514 wurde anstelle der durch Brand zerstörten Vorgängerkirche eine langgestreckte, dreischiffige Pseudobasilika aus Backstein mit Tuff errichtet. Die Kirche schloss mit drei Chorpolygonen, der dreigeschossige Turm aus Tuff war eingebaut. Unter der Leitung von Johann von Wintern wurde 1449 zunächst nach einem Bauplan begonnen, bei dem ein um zwei Joche kürzeres Langhaus und ein vorgesetzter Westturm vorgesehen war. Die Chorweihe erfolgte 1474; zu diesem Zeitpunkt muss der Westabschluss der Anlage schon in Arbeit gewesen sein. Die schräggestellten Strebepfeiler zwischen dem zweiten und dritten westlichen Joch belegen das. Es waren auch die niedrigen Seitenchöre von einem Joch und 5/8-Schluss kreuzrippengewölbt. Dem Langhaus wurden von 1483 bis 1514 zwei Joche mit dem eingebauten Turm angefügt. Die schon ausgeführten Fundamente des Turms der ersten Planung bedingten den quadratischen Grundriss des angefügten Mittelschiffjoches. Während dieser Bauphase wurden in das Mittelschiff und in den aus zwei Jochen bestehenden Hauptchor mit 5/8 Schluss feingliedrige Sterngewölbe eingezogen. Die Seitenschiffe wurden mit Netzgewölben geschlossen. Der Turm wurde 1651 durch einen Brand zerstört und erst nach 1719 wieder aufgebaut. Er wurde 1854 renoviert. Eine umfassende Renovierung des Kirchenbaus wurde um 1900 vorgenommen. Im Zweiten Weltkrieg wurde die Kirche 1944 bis auf die Umfassungsmauern zerstört. Das Langhaus und der Chor wurden bis 1955 in den alten Formen wiederhergestellt. Mit dem Neubau des Turmes wurde 1959 begonnen, allerdings nur bis zu einer Höhe von 58 Metern (statt 91 Meter, wie bis zur Zerstörung). Die Fialen am Turm wurden 1967 von Waldemar Kuhn geschaffen. Die Turmvorhalle ist in großen Stützbogen zum Innenraum geöffnet. Die Betonplatte der Orgelempore wurde zwischen die Pfeiler der hohen Turmhalle eingehängt. Der leicht abgesenkte Raum darunter wird als Taufkapelle genutzt. Die Wand im südlichen Nebenchor wurde bis zur Höhe der Sohlbank ornamental gefliest. In die Westfassade wurde ein Doppelportal eingebaut. Es entstand insgesamt ein Gebäude des klevischen Typus der Pseudobasilika.

## Ausstattung

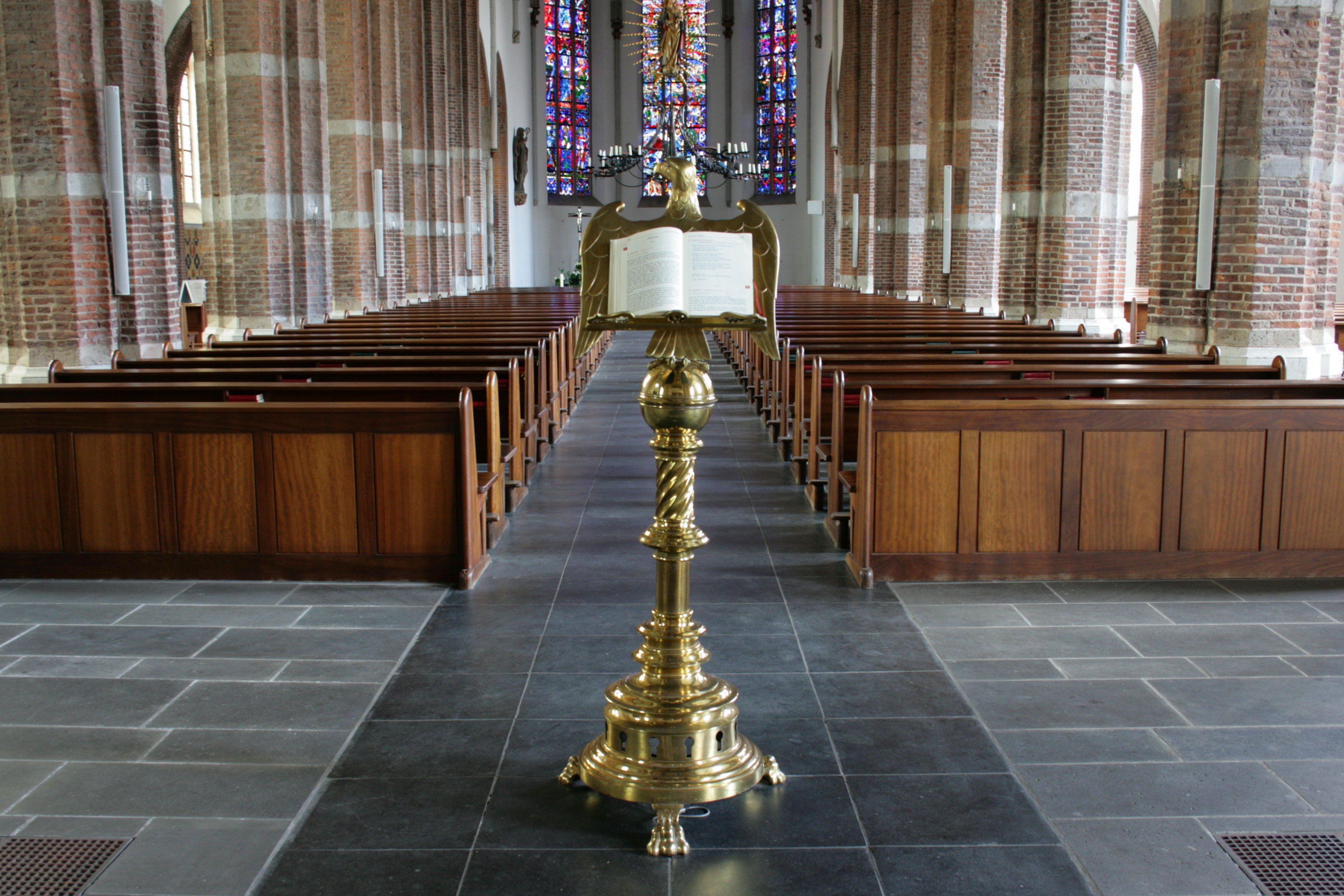
Innenansicht

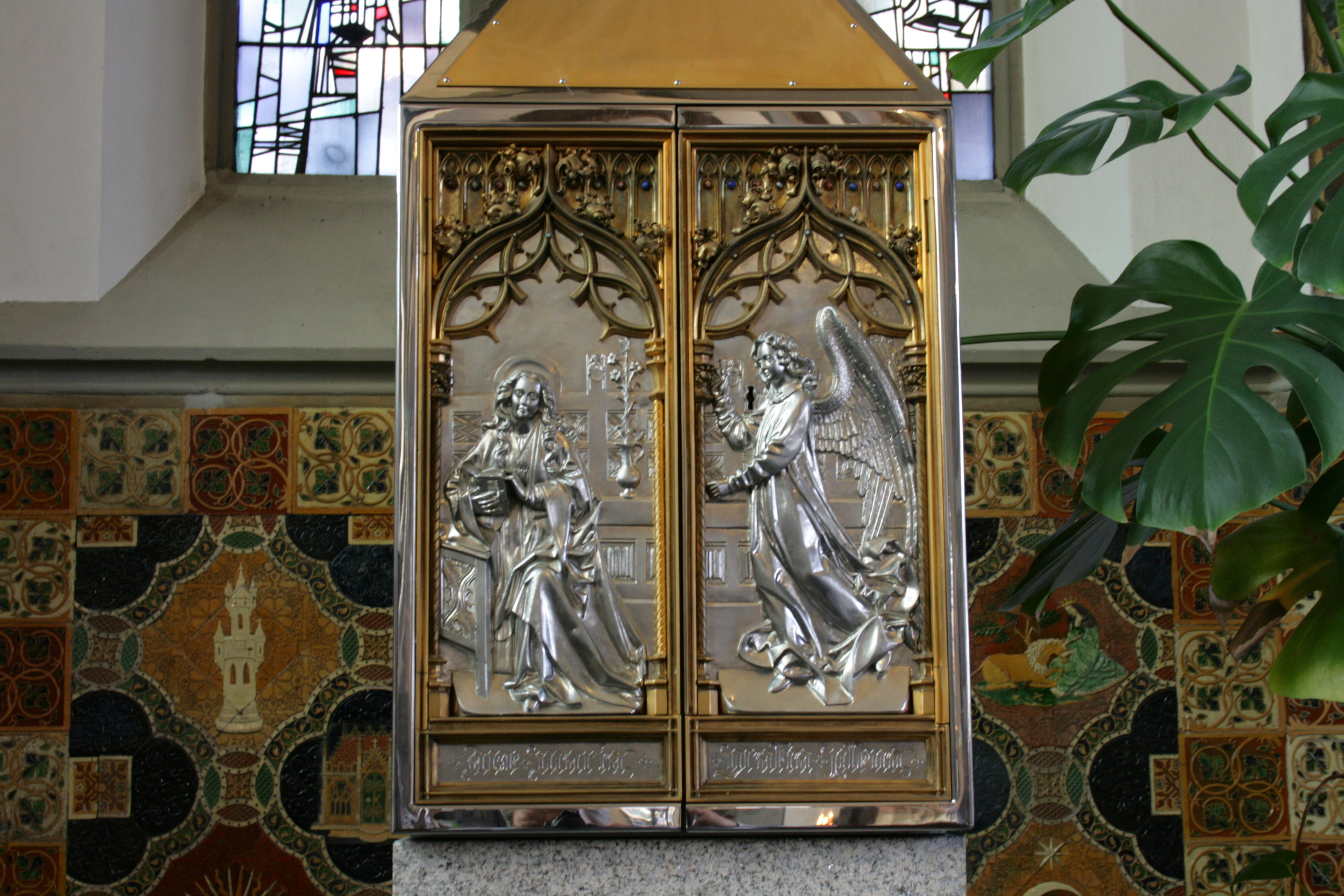
Tabernakel

- Ein Wandgemälde wurde 1888 von Friedrich Stummel gemalt. Es befindet sich an der südöstlichen Wand des Polygons. Es zeigt die Muttergottes verehrende Dominikaner. Es wurde zur Erinnerung an die Gründung der Rosenkranzbruderschaft geschaffen.
- An einer Stele hängt ein Tafelbild von 1350, es zeigt Christus im Grab und ist Duccio di Buoninsegna zugeschrieben.
- Das Triptychon an der Südwand wurde um 1900 von H. Lamers nach einer Vorlage von Rogier van der Weyden geschaffen. Es werden die Anbetung der Könige, die Verkündigung und die Darbringung gezeigt.
- Auf Konsolen an den östlichen Turmpfeilern stehen Figuren der hl. Katharina und der hl. Agnes von der Zeit um 1470 bis 1480. Agnes trägt die Wolkenbandkette des klevischen Antoniusordens.
- Die Doppelmadonna von etwa 1490 ist ein Werk des  Dries Holthuys. Die Skulptur steht in einer Leuchterkrone von 1963.
- Im nördlichen Seitenschiff stehen auf Konsolen Figuren des hl. Thomas von Aquin, des hl. Christophorus und des hl. Johannes Evangelist. Die Figur des Thomas stammt aus der Zeit um 1480 und ist dem Umkreis des Meisters Arnt zugeschrieben, Fassungsreste sind erhalten. Der Christophorus stammt von etwa 1500, er ist dem Umkreis von Dries Holthuys zugeschrieben. Die Figur wurde neu gefasst. Johannes aus der Zeit um 1530 ist H. van Holt zugeschrieben.
- Rechts und links vom Chorpolygon stehen Holzfiguren der hl. Katharina von etwa 1510/20 und des hl. Jakobus der Ältere von etwa 1500. Beide Figuren sind neu gefasst.
- Im südlichen Seitenschiff steht auf einer Stele die ungefasste Figur des hl. Sebastian aus der Zeit um 1480.
- Die silbervergoldete Turmmonstranz wurde Anfang des 16. Jahrhunderts geschaffen. Sie ist eines der wichtigsten Werke der klevischen Goldschmiedekunst der Spätgotik.

## Orgel
Die Orgel wurde 1973 von der Orgelbaufirma Orgelbau Romanus Seifert & Sohn (Kevelaer) erbaut, und 1997 erweitert. Das Schleifladen-Instrument hat 47 Register auf drei Manualen und Pedal. Die Spiel- und Registertrakturen sind elektrisch.
| I Hauptwerk C–g3 |               |     |
| 01.              | Bordun        | 16′ |
| 02.              | Prinzipal     | 08′ |
| 03.              | Rohrflöte     | 08′ |
| 04.              | Gambe         | 08′ |
| 05.              | Oktave        | 04′ |
| 06.              | Rohrgedackt   | 04′ |
| 07.              | Superoktave 0 | 02′ |
| 08.              | Kornett V     | 08′ |
| 09.              | Mixtur IV–VI  |     |
| 10.              | Zimbel III    |     |
| 11.              | Trompete      | 16′ |
| 12.              | Trompete      | 08′ |

| II Schwellwerk C–g3 |                      |         |   |
| 13.                 | Prinzipal            | 08′     |   |
| 14.                 | Quintatön            | 08′     |   |
| 15.                 | Salicional           | 08′     |   |
| 16.                 | Vox coelestis        | 08′     |   |
| 17.                 | Prinzipal            | 04′     |   |
| 18.                 | Traversflöte         | 04′     |   |
| 19.                 | Quinte               | 02 ⁄3′  |   |
| 20.                 | Waldflöte            | 02′     |   |
| 21.                 | Terz                 | 01 3⁄5′ |   |
| 22.                 | Oktävlein            | 01′     |   |
| 23.                 | Mixtur III           |         |   |
| 24.                 | Englisch Horn        | 16′     |   |
| 25.                 | Trompette harmonique | 08′     | N |
| 26.                 | Hautbois             | 08′     |   |
| 27.                 | Clairon              | 04′     |   |
|                     | Tremulant            |         |   |

| III Rückpositiv C–g3 |                   |       |   |
| 28.                  | Gedackt           | 8′    |   |
| 29.                  | Venezianerflöte 0 | 4′    |   |
| 30.                  | Prinzipal         | 2′    |   |
| 31.                  | Scharff III       |       |   |
| 32.                  | Sesquialtera II   | 2 ⁄3′ |   |
| 33.                  | Vox Humana        | 8′    |   |
|                      | Tremulant         |       |   |
|                      |                   |       |   |
|                      | Auxiliaire        |       |   |
| 34.                  | Tuba              | 8′    | N |

| Pedal C–f1 |                  |         |   |
| 35.        | Prinzipal        | 16′     |   |
| 36.        | Subbass          | 16′     |   |
| 37.        | Quintbass        | 10 2⁄3′ |   |
| 38.        | Oktave           | 08′     |   |
| 39.        | Flûte            | 08′     |   |
| 40.        | Choralbass       | 04′     |   |
| 41.        | Nachthorn        | 02′     |   |
| 42.        | Hintersatz IV    |         |   |
| 43.        | Basszink III     | 05 1⁄3′ |   |
| 44.        | Contrabombarde 0 | 32′     | N |
| 45.        | Posaune          | 16′     |   |
| 46.        | Trompete         | 08′     |   |
| 47.        | Schalmey         | 04′     |   |

- Koppeln: II/I, III/I, III/II, I/P, II/P, III/P
- Anmerkung

N = nachträgliches Register (1997)

## Läuteglocken und Carillon
Im Kirchturm befindet sich ein dreistimmiges Glockengeläut. Besonders erwähnenswert ist hierbei die große Marienglocke, ein Werk des berühmten niederländischen Gießers Gerhard van Wou. Sie wurde 1498 gegossen und ist, neben der Viktorglocke in St. Viktor in Xanten, die größte mittelalterliche Kirchenglocke am Niederrhein. Eine zweite Glocke (Schlagton cis1), vom selben Gießer aus demselben Gussjahr, wurde im Zweiten Weltkrieg zerstört. Nach Kriegsende erhielt die Gemeinde zusätzlich zur Van Wou-Glocke eine Leihglocke unbekannter Herkunft. 1952 goss die Glockengießerei Feldmann & Marschel in Münster die Angelusglocke.
| Glocke | Name                | Gussjahr | Gießer              | Durchmesser | Gewicht ≈ | Schlagton |
| ------ | ------------------- | -------- | ------------------- | ----------- | --------- | --------- |
| 1      | Große Marienglocke  | 1498     | Gerhard van Wou     | 1745 mm     | 3500 kg   | h°-8      |
| 2      | Kleine Marienglocke | 1505     | unbekannt           | 1190 mm     | 930 kg    | dis′-2    |
| 3      | Angelusglocke       | 1952     | Feldmann & Marschel | 0982 mm     | 560 kg    | g′±0      |

In den 1990er-Jahren kam dann der Wunsch auf, ein Glockenspiel, bzw. ein Carillon gießen zu lassen. Die ersten 18 Glocken entstanden 1995 bei der Koninklijke Klokkengieterij Petit & Fritsen  in Aarle-Rixtel (NL). Im Jahre 2000 folgten 25 weitere. Das Carillon verfügt also über 43 Glocken. Es reicht über viereinhalb Oktaven von f1, g1 und a1 chromatisch bis cis5. Konzerte finden an jedem dritten Samstag im Monat statt.

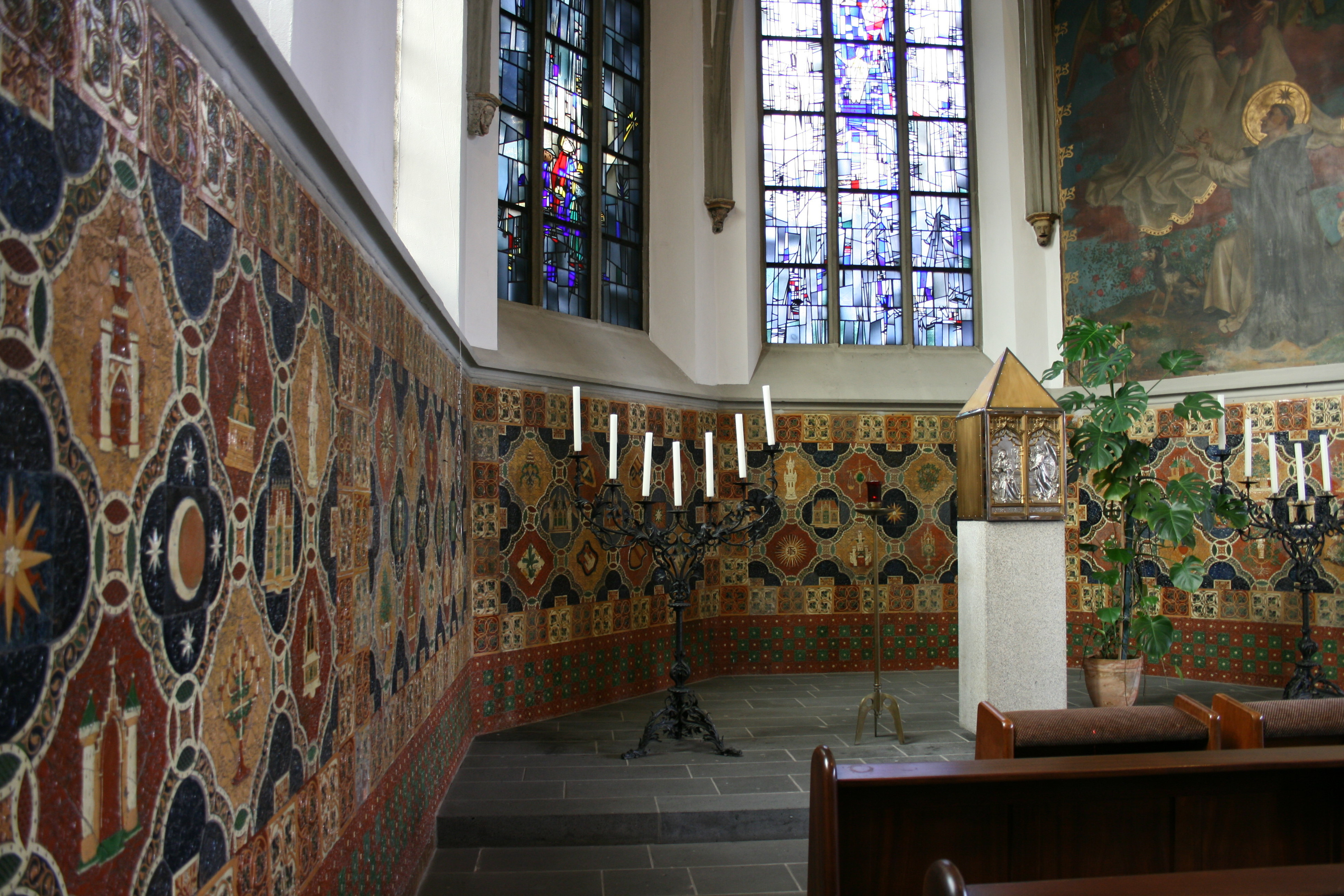
Ornamentfliesen
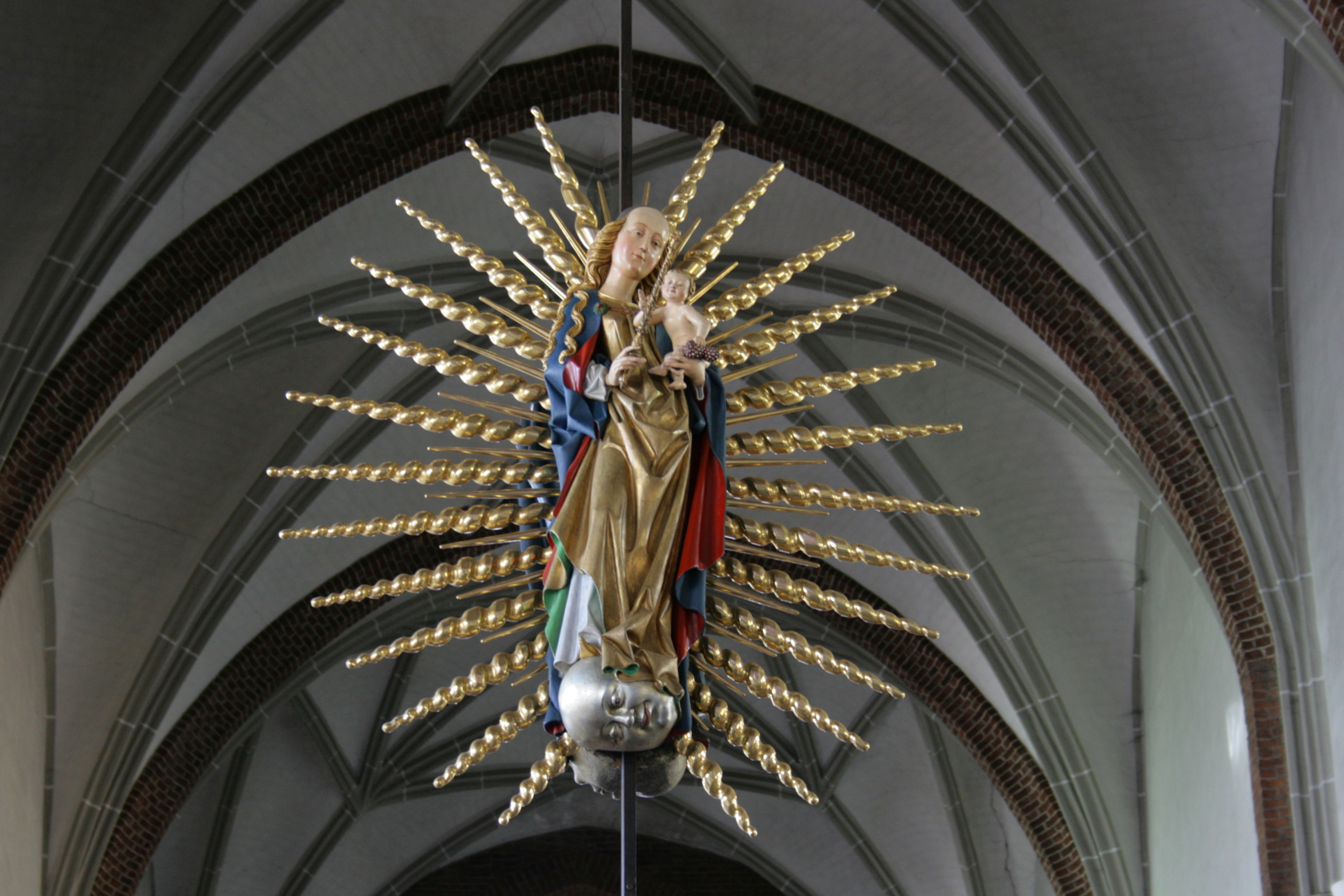
Madonna
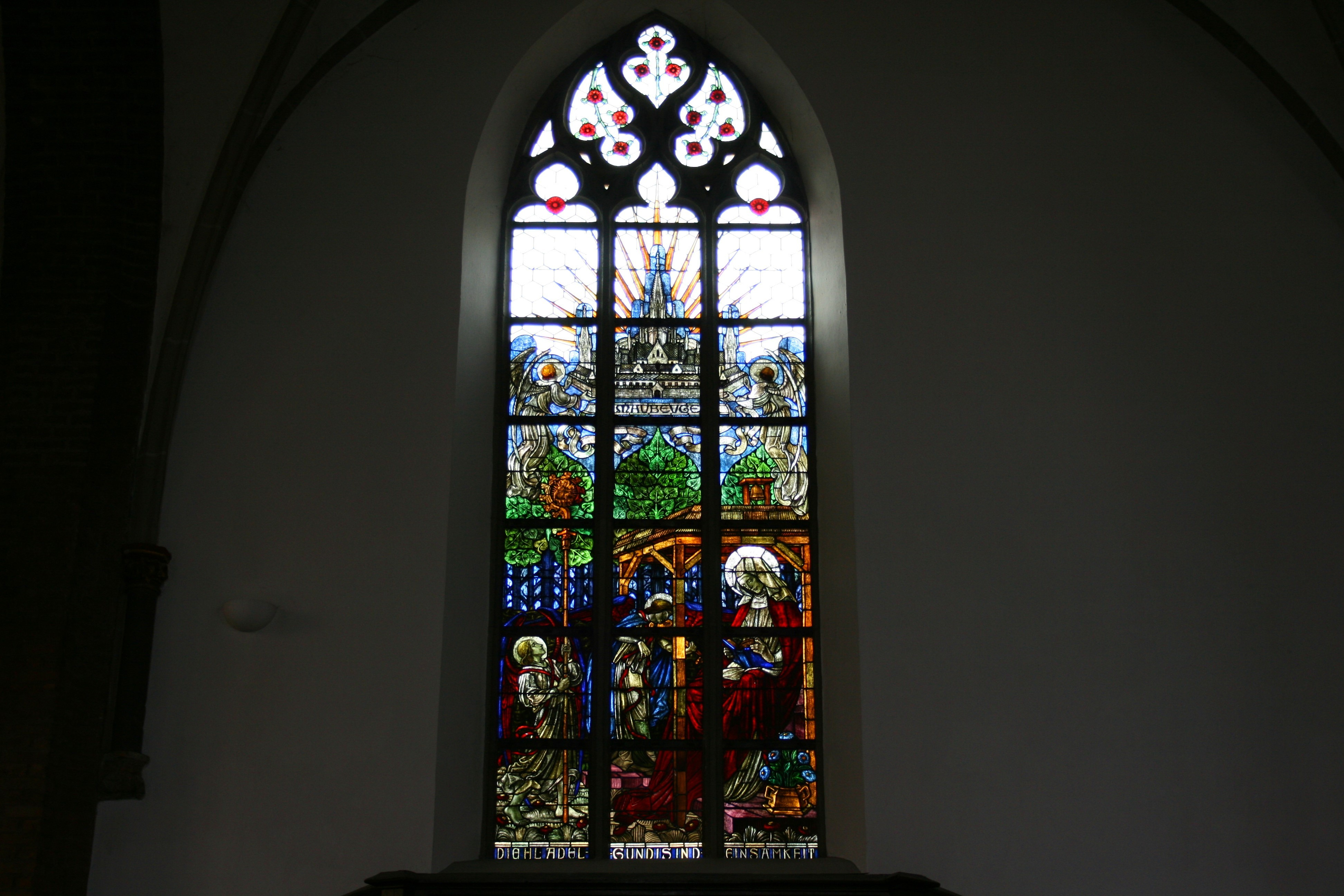
Glasfenster
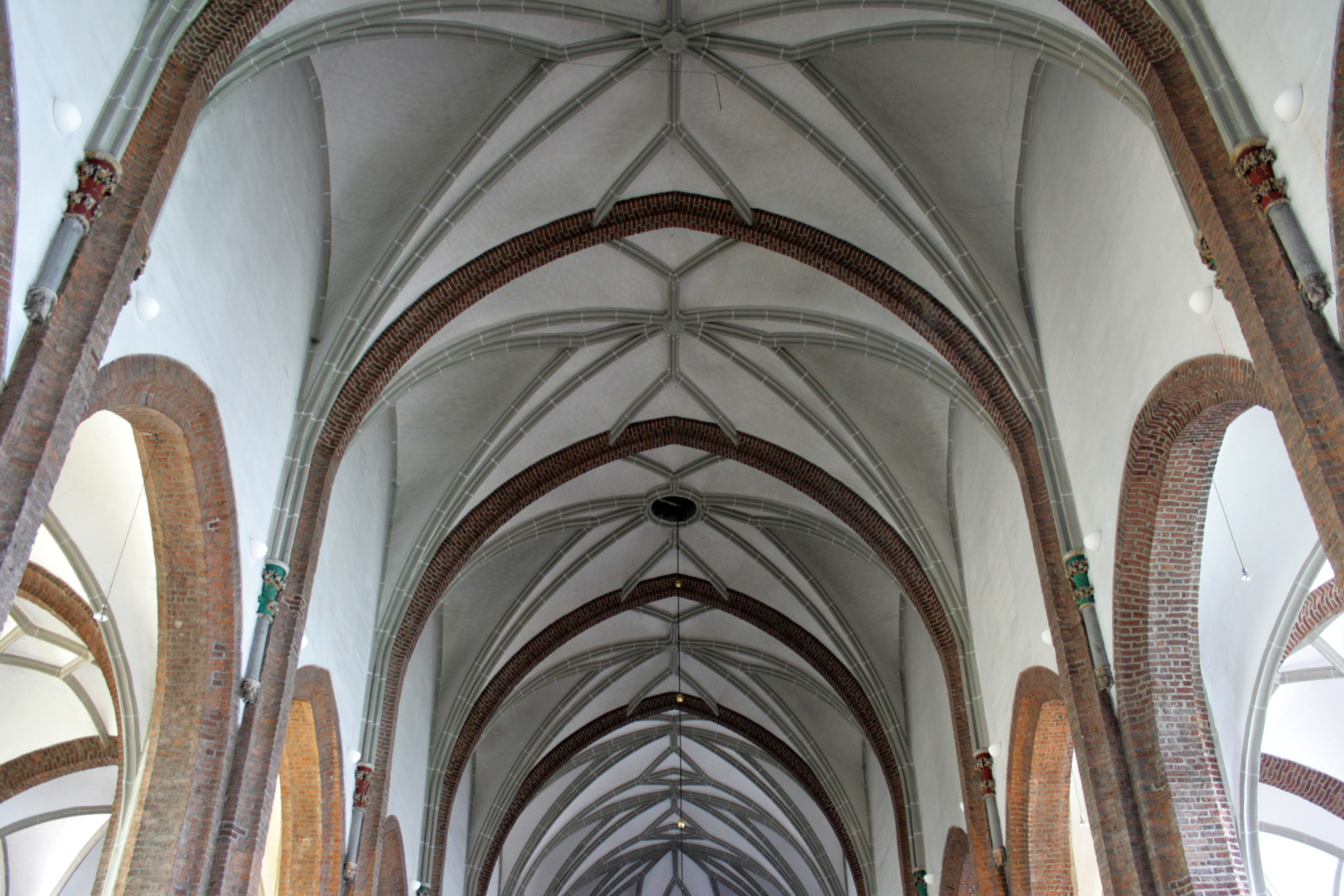
Gewölbe
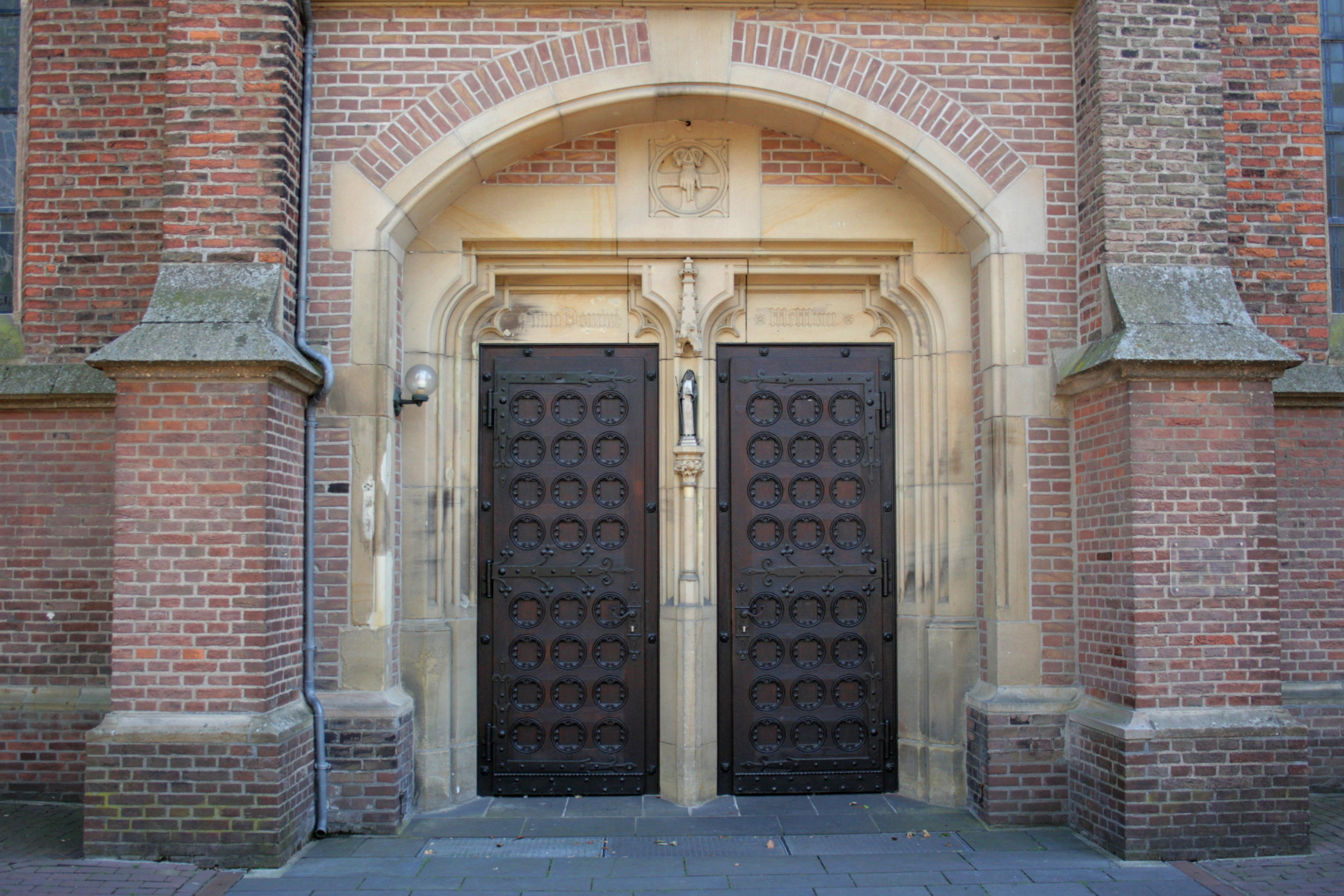
NW-Portal
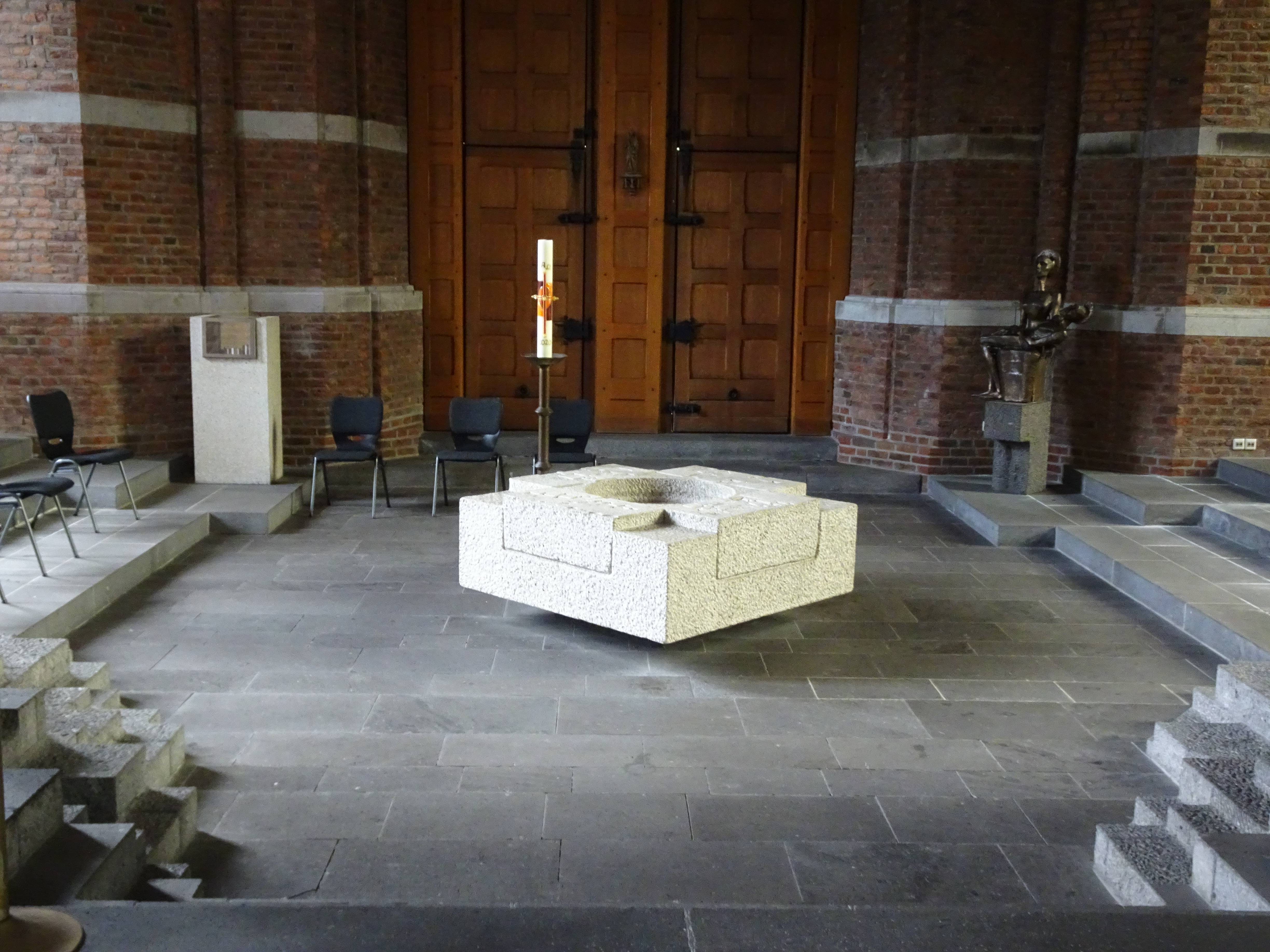
Taufbecken